# جوشوا جورج بيرد
جوشوا جورج بيرد هو سياسي كندي، ولد في 1797، وتوفي في 9 نوفمبر 1866. انتخب عمدة تورونتو ‏ (1854 – 1855).